# 少弐直資
少弐 直資（しょうに ただすけ）は、南北朝時代の武将。少弐氏7代当主。少弐頼尚の長男。

## 生涯
貞和6年/観応元年（1350年）10月頃の段階で、父・頼尚が大宰少弐から筑後守へ名乗りを変え、大宰少弐の名は嫡子・直資に譲られたとされるが、『園太暦』貞和4年8月11日条には「大宰少貮藤原頼喬　筑後守藤原頼尚」と見えており、この段階で既に頼尚が「大宰少弐」の名乗りを譲ったことが分かる。従ってこの頼喬がのちの直資であり、また改名後の「直」の字は頼尚の娘婿となった足利直冬より受けたものと考えられている。尚、『太平記』巻三十三「菊池合戦事」には「大将大宰筑後守頼尚、子息筑後新少弐忠資」と見えていることから、「忠」は音通による誤記で「直」の字が「ただ」と読んでいたことが窺える。
以上の通り、頼尚から家督を継承したようであるが、前述の『太平記』同記事が記すように、延文4年/正平14年（1359年）に起きた筑後川の戦い（大保原の戦い）で菊池武光ら征西将軍勢力に敗れて戦死した。『尊卑分脈』・『系図纂要』等の系図類では頼国（よりくに）、頼興（よりおき）という二人の息子を載せており、頼国についても討死したと伝わる。少弐氏の家督は弟・冬資が継いだようである。